# وارنیا
وارنیا (به لاتین: Varnja) یک منطقهٔ مسکونی در استونی است که در دهستان پیپسیاره واقع شده‌است. وارنیا ۱۷۱ نفر جمعیت دارد.